# Wodzienie
Wodzieniowate, wodzienie (Chaoboridae) – rodzina owadów (w nadrodzinie Culicoidea) z rzędu muchówek (Diptera), dawniej jako podrodzina Chaoborinae w rodzinie Culicidae (komarowate).
Larwy prowadzą wodny tryb życia, są drapieżne, czułki zmienione w narządy chwytne. Ciało przezroczyste, występują głęboko w wodzie, w jeziorach i zbiornikach trwałych. Niektóre gatunki są odporne na deficyty tlenu. Samice (imagines) nie pobierają krwi (nie kłują w przeciwieństwie do komarów). Rodzina obejmuje około 50 gatunków, spośród których 9 stwierdzono w Palearktyce. W Polsce 6 gatunków.

## Systematyka
Rodzaj: Mochlonyx Loew, 1844
- Mochlonyx martini Edwards, 1930 (synonim: Mochlonyx velutinus Martini, 1929, nec Rutce, 1831)
- Mochlonyx culiciformis (Degeer, 1776) (synonimy: Mochlonyx rufus (Zetterstaedt, 1838, Mochlonyx velutinus (Rutce, 1831), Mochlonyx culiciformis vernalis Montschadsky, 1953) – występuje w Polsce

Rodzaj: Cryophila Edwarda, 1930
- Cryophila lapponica (Martini, 1928) (synonim: Mochlonyx lapponicus Martini, 1928)

Rodzaj: Chaoborus Lichtenstein, 1800 (wodzień)
Podrodzaj: Chaoborus sensu stricto
- Chaoborus crystallinus (Degeer, 1776) – występuje w Polsce
- Chaoborus flavicans (Meigen, 1818) – występuje w Polsce
- Chaoborus obscuripes (Van der Wulp, 1867) – występuje w Polsce
- Chaoborus alpinus Peus, 1938 – występuje w Polsce

Podrodzaj Sayomyia Coquillett, 1903
- Chaoborus pallidus (Fabricius, 1792) – występuje w Polsce